# Kalidasa nigromaculata
Kalidasa nigromaculata är en insektsart som först beskrevs av Gray 1832.  Kalidasa nigromaculata ingår i släktet Kalidasa och familjen lyktstritar. Inga underarter finns listade i Catalogue of Life.